# Тиберій Семпроній Гракх (консул 238 року до н. е.)
Тиберій Семпроній Гракх (лат. Tiberius Sempronius Gracchus; ? — до 215 до н. е.) — політичний, державний та військовий діяч Римської республіки, консул 238 року до н. е.

## Життєпис
Походив з впливового плебейського роду Семпроніїв. Син Тиберія Семпронія Гракха. У 246 році до н. е. став плебейським еділом. Під час своєї каденції притягнув до суду й засудив Клавдію Старшу за образу народу. На ці гроші розпочав будівництво храму Ліберта на Авентінському пагорбі.
У 238 році до н. е. його було обрано консулом разом з Публієм Валерієм Фальтоном. Під час своєї каденції разом з колегою придушив повстання лігурів. Після чого Тиберій Семпроній, скориставшись повстанням найманців у Карфагені, захопив острови Корсика й Сардинія.
Надалі про політичну діяльність Тиберія Семпронія немає відомостей. Помер до 215 року до н. е.

## Родина
- Тиберій, консул 215 та 213 років до н. е.
- Публій